# Zisterzienserinnenabtei Blendecques

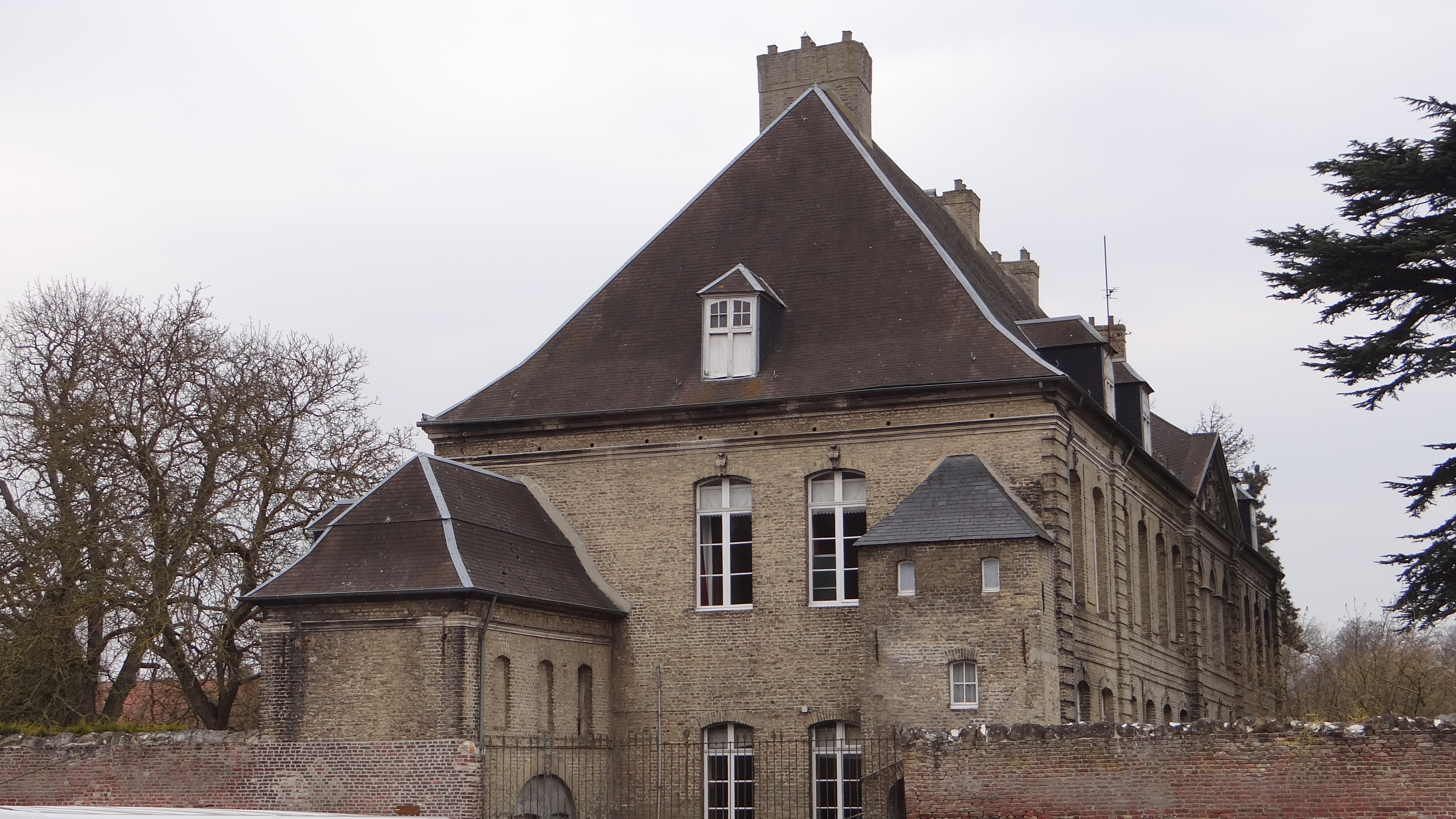
Abtshaus

Die Zisterzienserinnenabtei Blendecques war von 1182 bis 1792 ein Kloster der Zisterzienserinnen in Blendecques, Arrondissement Saint-Omer, Département Pas-de-Calais, Bistum Saint-Omer, in Frankreich.

## Geschichte
1182 wurde südlich von Arques am Fluss Aa das Kloster Sainte-Colombe (nach Kolumba von Sens) gestiftet und der Aufsicht von Kloster Clairmarais unterstellt. Die Französische Revolution löste 1792 das Kloster auf. Die Gebäude wurden abgetragen. Abtshaus und Klosterportal blieben erhalten (heute privat).
Gründungen:
- 1217–1792: Zisterzienserinnenabtei La Woestyne
- 1223–1395: Zisterzienserinnenabtei Bonham in Sainte-Marie-Kerque
- 1225–1789: Zisterzienserinnenabtei Le Verger in Oisy-le-Verger